# 테일러 준칙
경제학에서 테일러 준칙은 중앙은행이 설정하는 명목이자율의 기준이 되는 공식이다. 이 준칙은 1993년 존 B. 테일러가 최초로 제안하였으며, 테일러 준칙에서는 인플레이션, 산출량을 고려하여 명목이자율을 설정하며, 인플레이션이 1%p 올랐을 때 명목이자율은 1%p 이상으로 올려야 한다. 이를 테일러 원칙(Taylor principle)이라 한다.

## 방정식으로 표현한 테일러 준칙
테일러 준칙의 최초 공식에 따르면, 명목이자율은 목표 인플레이션율에서의 실제 인플레이션 사이의 편차와 잠재 GDP에서 실제 GDP 사이의 편차에 따라 반응하여야 한다.
{\displaystyle i_{t}=r_{t}+\pi _{t}+a_{\pi }(\pi _{t}-\pi _{t}^{*})+a_{y}(y_{t}-{\bar {y_{t}}})}
이 방정식에서, {\displaystyle \pi _{t}^{*}}는 목표 인플레이션율,  {\displaystyle r_{t}}는 균형 실질 이자율, {\displaystyle y_{t}}는 실질 GDP에 로그를 씌운 값이고, {\displaystyle {\bar {y_{t}}}}는 잠재산출량의 로그를 씌운 값이다.
이 수식에서  {\displaystyle a_{\pi }} 와 {\displaystyle a_{y}}는 모두 양수여야 한다. 테일러의 1993년 논문에서는 이 값을 각각 0.5로 정했다. 이는 인플레이션이 목표치보다 높고, 산출량이 자연율보다 높은 수준일 때는 인플레이션 압력을 줄이기 위하여 고금리 정책(긴축적 통화정책)을 권장하고, 그 반대일 경우에는 저금리 정책(확장적 통화정책)을 권장한다. 스태그플레이션 상황에서는 인플레이션과 산출 목표가 충돌한다. 이 상황에서 테일러 준칙은 인플레이션과 산출 사이에 가중치를 제시하고 있다.

## 테일러 원칙
{\displaystyle a_{\pi }>0}으로 정하면서 테일러 준칙은 인플레이션율의 1%p 상승은 중앙은행이 명목이자율을 1%p 이상으로 상승시켜야 한다는 원칙을 제시한다. 실질이자율은 피셔 방정식에 의해 명목이자율에서 기대 인플레이션을 뺀 값이므로, 인플레이션율이 올랐을 때 실질이자율이 올라야 한다는 원칙이다. 이를 테일러 원칙이라고 부른다.

## 같이 보기
- 통화 정책
- 인플레이션 타게팅
- 맥칼럼 규칙
- 통화정책 반응함수